# Drepte concurente
Se spune că dreptele dintr-un plan sau spațiu euclidian din dimensiuni superioare sunt concurente dacă se intersectează într-un singur punct. Ele sunt în contrast cu dreptele paralele.

## Exemple

### Triunghiuri
Într-un triunghi există patru seturi de bază de drepte concurente: înălțimile, bisectoarele, medianele și mediatoarele:
- Fiecare înălțime pornește dintr-un vârf și merge până la latura opusă, cu care face un unghi drept. Punctul în care înălțimile se intersectează este ortocentrul.
- Fiecare bisectoare pornește dintr-un vârf și împarte în două unghiul vârfului respectiv. Punctul în care bisectoarele se intersectează este centrul cercului înscris.
- Fiecare mediană conectează un vârf al triunghiului cu mijlocul laturii opuse. Punctul în care medianele se intersectează este centrul de greutate (baricentrul).
- Fiecare mediatoare este perpendiculară pe mijlocul unei laturi. Punctul în care mediatoarele se intersectează este centrul cercului circumscris.

Există și alte seturi de drepte asociate triunghiurilor, care sunt de asemenea concurente. De exemplu:
- Orice mediană (care este neapărat o bisectoare a ariei triunghiului) este concurentă cu alte trei bisectoare ale ariei, fiecare dintre ele paralelă cu o latură.[1]
- Cele trei drepte cate trec fiecare prin mijloacul unei laturi a triunghiului și împart fiecare perimetrul triunghiului în două sunt concurente în centrul cercului Spieker, care este cercul înscris în triunghiul median al triunghiului inițial.
- Cele trei drepte cate trec fiecare printr-un vârf și împart fiecare perimetrul triunghiului în două sunt concurente în punctul Nagel al triunghiului.
- Orice dreaptă care împarte în două atât aria triunghiului, cât și perimetrul acestuia trece prin centrul cercului înscris și în fiecare triunghi există una, două sau trei dintre aceste drepte.[2] Dacă sunt mai multe de una, ele sunt concurente în centrul cercului înscris.
- Punctul Tarry al unui triunghi este punctul de concurență al dreptelor care trec prin vârfurile triunghiului perpendicular pe laturile corespunzătoare ale primului triunghi al lui Brocard al triunghiului.
- Punctul Schiffler al unui triunghi este punctul de concurență al celor patru drepte Euler a patru triunghiuri: triunghiul în cauză și cele trei triunghiuri care au în comun cu el câte două vârfuri și ca al treilea vârf centrul cercului înscris.
- Punctul Apollonius este punctul de concurență a trei drepte, fiecare dintre ele conectează un punct de tangență al cercului la care sunt tangente intern cercurile exînscrise ale triunghiului cu vârfurile opuse ale triunghiului.

### Patrulatere
- Cele două bimediane ale unui patrulater (segmente care unesc punctele mijlocii ale laturilor opuse) și segmentul care unește punctele medii ale diagonalelor sunt concurente în punctul din mijlocul lor.[3]:p.125
- Într-un patrulater circumscriptibil, cele patru bisectoare sunt concurente în centrul cercului înscris.[4]
- Într-un patrulater înscriptibil, patru segmente, fiecare perpendicular pe o latură și care trec prin punctul de mijloc al laturii opuse, sunt concurente.[3]:p.131;[5]
- Un patrulater convex este exscriptibil dacă și numai dacă există șase bisectoare concurente: bisectoarele a două unghiuri interioare opuse, bisectoarele unghiurilor exterioare ale celorlalte vârfuri (suplementarele celorlalte unghiuri interne) și bisectoarele unghiurilor formate la intersecția prelungirilor laturilor opuse.

### Hexagoane
- Dacă laturile unui hexagon înscriptibil sunt notate în ordine cu a, b, c, d, e, f, atunci cele trei diagonale principale sunt concurente dacă și numai dacă ace = bdf.[6]
- Dacă un hexagon are o conică înscrisă, atunci după teorema Brianchon diagonalele sale principalele sunt concurente (ca în imaginea de mai sus).
- Drepte concurente apar în teorema lui Pappus.
- Dacă se extinde fiecare latură a unui hexagon înscriptibil până ce extensiile se intersectează, formând triunghiuri exterioare laturilor, segmentele care leagă centrele cercurilor înscrise în triunghiurile opuse sunt concurente.[7]

### Poligoane regulate
- Dacă un poligon regulat are un număr par de laturi, diagonalele care leagă vârfurile opuse sunt concurente în centrul poligonului.

### Cercuri
- Mediatoarele tuturor coardelor unui cerc sunt are concurente în centrul cercului.
- Dreptele perpendiculare pe tangentele la un cerc în punctele de tangență sunt concurente în centrul cercului.
- Toate bisectoarele ariei și perimetrului unui cerc sunt de diametre și sunt concurente în centrul cercului.

### Elipse
- Toate bisectoarele ariei și perimetrului unei elipse sunt concurente în centrul elipsei.

### Tetraedre
- Într-un tetraedru, cele patru mediane și trei bimediane sunt toate concurente în centrul de greutate al tetraedrului.[8][9]
- Un tetraedru izodinamic[10] este unul în care cevianele care unesc vârfurile cu centrele cercurilor înscrise în fețele opuse sunt concurente, iar într-un tetraedru izogonal sunt concurente cevianele care unesc vârfurile cu punctele de contact ale sferei înscrise cu fețele opuse ale tetraedrului.
- Într-un tetraedru ortocentric cele patru înălțimi sunt concurente în ortocentru.[11]

## Algebră
Conform teoremei Kronecker-Capelli, un sistem de ecuații este consistent dacă și numai dacă rangul matricei coeficienților este egal cu rangul matricei extinse (matricea coeficienților mărită cu o coloană de termeni liberi), iar sistemul are o soluție unică dacă și numai dacă acel rang comun este egal cu numărul de variabile. Astfel, cu două variabile, k drepte din plan asociate cu un număr de k ecuații sunt concurente dacă și numai dacă rangul matricei coeficienților k × 2 și rangul matricei extinse k × 3 sunt ambele 2. În acest caz, doar două dintre ecuațiile k sunt independente, iar punctul de concurență poate fi găsit prin rezolvarea simultană în cele două variabile a oricăror două ecuații independente.

## Geometrie proiectivă
În geometria proiectivă, în două dimensiuni proprietatea de „concurență” este duala⁠(d) proprietății de coliniaritate. În trei dimensiuni, concurența este duala coplanarității.